# Balatonalmádi
Balatonalmádi – miasto na Węgrzech, w komitacie Veszprém, stolica powiatu Balatonalmádi. Liczy 9062 mieszkańców (styczeń 2011).